# イヴ (歌手)
イヴ（朝: 이브、英: Yves、1997年5月24日 - ）は韓国の女性歌手。韓国のアイドルグループ「今月の少女」及び同グループ内のユニット「今月の少女 yyxy」の元メンバー。PAIX PER MIL所属。本名はハ・スヨン (韓: 하수영、漢: 河秀映)。

## 来歴
1997年5月24日、韓国の釜山広域市に生まれる。小学校入学前に慶尚南道・梁山市に移り住む。幼稚園の頃からWonder Girlsを見て歌手を志望し、釜山にある往復4時間のボーカル学院、往復2時間のダンススクールに通った。
梁山市の高校を卒業し、歌手になる為にソウルにあるドリームボーカル実用音楽学院に通う。HUNUSエンターテインメントの練習生に一時期なったものの退社。また暫く音楽学院に通い、2017年秋に現在の所属事務所に入社。
2017年11月14日に九番目の少女としてビジュアルが公開され、11月28日にシングル『Yves』でソロデビュー。入社してから34日目の出来事である。
2017年11月27日、ネットフリックスオリジナルドラマ「非正規職アイドル」のエキストラとして出演。
2018年5月30日、 『今月の少女 yyxy』のメンバーとしてミニ・アルバム『Beauty & The Beat』でユニットデビュー。8月20日、『今月の少女』のメンバーとしてデビュー。
2022年3月1日、他のメンバーらと共に新型コロナウイルスに感染。それに伴い、今月の少女として出演する予定であったQUEENDOM 2の一次競演の収録に参加せず、棄権することとなった。
2023年6月16日、元所属事務所との専属契約効力停止仮処分申請で勝訴判決が下され、Blockberry Creativeとの専属契約を終了。イヴは契約を終了したメンバーの中で唯一どこの事務所にも所属せず、個人での活動に専念する「独り立ち」を宣言した。
2024年3月14日、PAIX PER MILとの専属契約を締結したと発表。
2024年5月18日、ドラマ「世子が消えた」のOST Part 3『한숨』に参加。
2024年5月29日、1st EP『LOOP』をリリースし再デビュー。
2024年8月30日、デジタルシングル『Tik Tok』をリリース。
2024年11月14日、2nd EP『I Did』をリリース。

## 人物
身長は166cm、家族構成は父親と母親と兄がいる。本貫は晋州 河氏。象徴物はバーガンディ、白鳥、リンゴ、チューベローズ。
ロールモデルはソンミで、デビュー当初からのファンである。イヴがアルバムの活動の為ソンミのコンサートに行けない代わりに手紙を書き、ソンミ本人がその手紙の事を本人公式Twitterにて反応してくれた事がある。
デビュー前に家賃や塾費、練習室を借りる費用を稼ぐ為にフィッテングモデルや丼もの、寿司ビュッフェ、トッポッキ屋などといった数々のアルバイトをしていたことがある。

## 出演
※単独出演のみ

### テレビ番組
| 放送年 | 放送局名 | 番組タイトル                  | 備考   |
| ------ | -------- | ----------------------------- | ------ |
| 2019   | MBC      | カシナ達                      | [ 17 ] |
| 2020   | TBS      | Fact iN Star                  | [ 18 ] |
| 2021   | MBC      | ミステリー音楽ショー 覆面歌王 |        |
| 2021   | Mnet     | ストリートウーマンファイター  | [ 19 ] |

### その他
| 公開年 | チャンネル名       | 備考   |
| ------ | ------------------ | ------ |
| 2019   | INNOCEAN Worldwide | [ 20 ] |

## 作品

### 単独作品
| #                                         | タイトル                                  | 発売日                                    | 収録曲                                                                  |
| Blockberry Creative レーベル（LOONA名義） | Blockberry Creative レーベル（LOONA名義） | Blockberry Creative レーベル（LOONA名義） | Blockberry Creative レーベル（LOONA名義）                               |
| ----------------------------------------- | ----------------------------------------- | ----------------------------------------- | ----------------------------------------------------------------------- |
| /                                         | Yves                                      | 2017年11月28日                            | 1. New 2. D-1                                                           |
| PAIX PER MIL レーベル                     |                                           |                                           |                                                                         |
| 1st EP                                    | LOOP                                      | 2024年5月29日                             | 1. DIORAMA 2. LOOP (feat. Lil Cherry) 3. Afterglow 4. 금붕어 (Goldfish) |
| Digital Single                            | Tik Tok                                   | 2024年8月30日                             | 1. Tik Tok                                                              |
| 2nd EP                                    | I Did                                     | 2024年11月14日                            | 1. Viola 2. Hashtag 3. Gone Girl 4. Tik Tok 5. DIM                      |

### 参加作品
| リリース年 | 収録アルバム                             | 参加楽曲         | 備考                                 |
| ---------- | ---------------------------------------- | ---------------- | ------------------------------------ |
| 2017年     | Chuu                                     | Girls Talk       |                                      |
| 2017年     | The Carol 2.0                            | 全曲             |                                      |
| 2018年     | beauty & the beat                        | 全曲             | - 所属ユニットであるyyxy名義での参加 |
| 2021年     | MAXIS BY RYAN JHUN Part. 2               | Not Friends      |                                      |
| 2021年     | Not Friends Special Edition              | 全曲             |                                      |
| 2022年     | Queendom 2 ポジションユニット対決 Pt.1-2 | 탐이 나 (欲しい) |                                      |
| 2024年     | 世子が消えた OST Part 3                  | 한숨 (ため息)    |                                      |

### 作詞・作曲
- Playback - 今月の少女 サマースペシャルミニアルバム『Flip That』収録曲[注 2]
- Strawberry Soda - Loossemble 1stミニアルバム 『Loossemble』収録曲[注 3]
- Truman Show - Loossemble 2ndミニアルバム 『One of a Kind』 収録曲[注 4]

## ソロシングル
Yves (イヴ)は、今月の少女プロジェクトでチェリの次に発表された九番目の少女であるイヴのソロシングル。2017年11月28日にBlockberry Creativeからリリースされ、Danalエンターテインメントから発売された。
アルバムの形態は二種のソロバージョンが展開されている。

### 収録曲
1. new
作詞：パク・ジヨン (MonoTree), Jaden Jeong
作曲編曲：Brooke Toia, Daniel Caesar, Ludwig Lindell
2. D-1
作詞：G-High (MonoTree)
作曲：G-High, チェ・ヨンギョン (MonoTree)
編曲：G-High(MonoTree)

### 楽曲の解説
new
自身の前を遮っている困難や苦痛、挫折の中で新しい私になるという抱負を込めた楽曲である。大胆なビートにイヴの歌声を載せたソウルトロニカジャンルで、今月の少女のまた新しいコンセプトを表現している。また「new」のミュージックビデオはDigipediが担当している。
D-1
フレンチポップスタイルの楽曲で、ささやかな感情や些細なストーリーが楽曲に込められている。